# Lagoa Henriques
António Augusto Lagoa Henriques (* 27. Dezember 1923 in Lissabon; † 21. Februar 2009 ebenda) war ein portugiesischer Bildhauer und Hochschullehrer.

## Leben
Nach einem kurzen Aufenthalt an der Lissabonner Filmhochschule des Nationalkonservatoriums (Conservatório Nacional, heute Escola Superior de Teatro e Cinema) studierte Henriques ab 1945 an der Kunsthochschule Porto (Escola Superior de Belas Artes do Porto) u. a. bei Barata Feyo. 1954 schloss er das Studium mit der Höchstnote 20 ab.

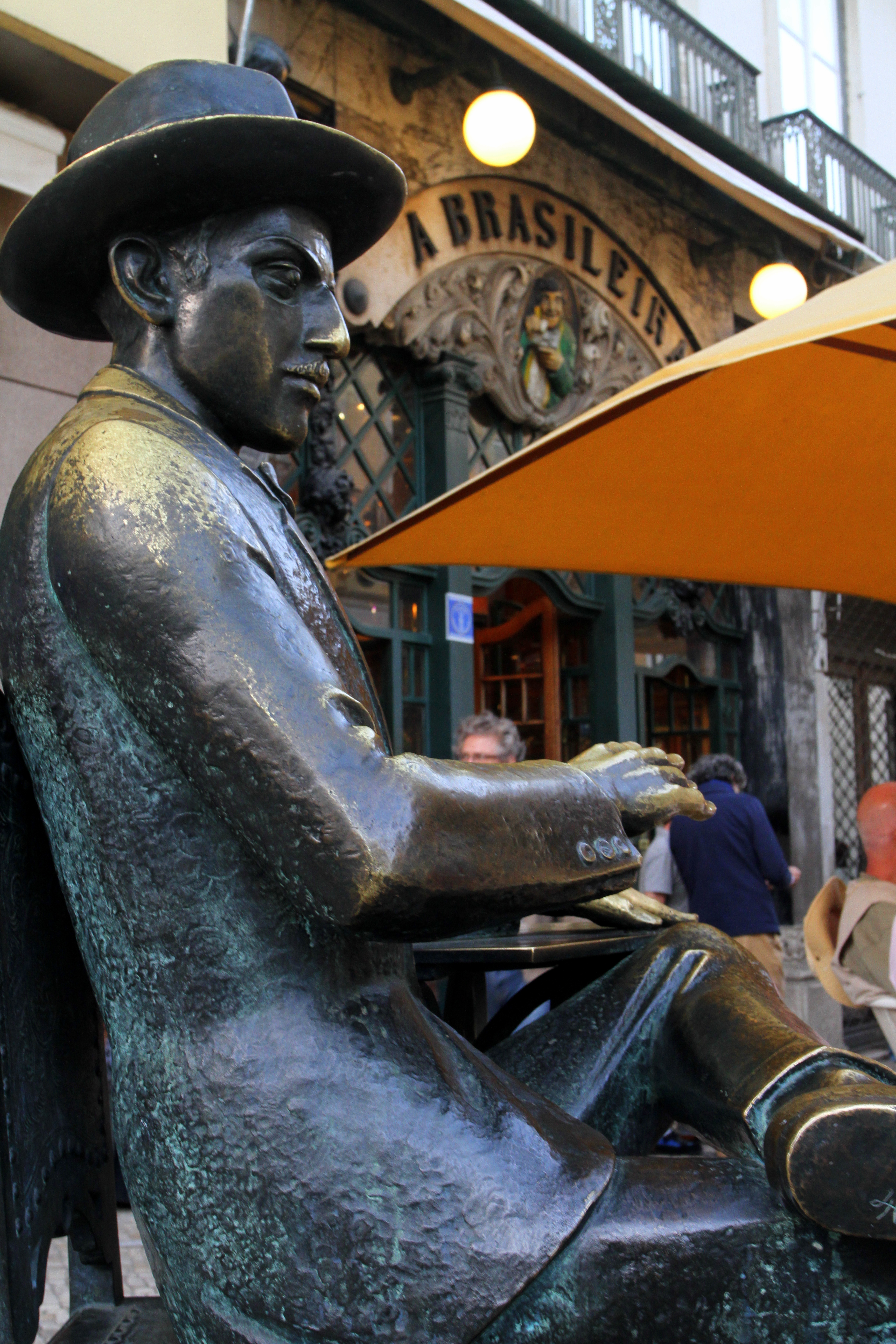
Statue Fernando Pessoas vor dem Café A Brasileira in Lissabon, das publikums-wirksamste Werk Henriques’

1958 bekam er eine Assistenzprofessur für Bildhauerei an der Kunsthochschule Porto, die er 1959 antrat. 1960 führte ihn ein Stipendium drei Jahre nach Italien, insbesondere nach Mailand zu Marino Marini. Nach seiner Rückkehr 1963 lehrte er ab Oktober des Jahres Zeichnen an der Kunsthochschule in Porto, bis er im Januar 1966 Professor wurde an der Lissabonner Escola Superior de Belas Artes de Lisboa (heute Fakultät der Bildenden Künste, Faculdade de Belas-Artes der Universität Lissabon).
Nach der Nelkenrevolution 1974 wurden die Lehrgänge auch an seiner Hochschule neu organisiert, dabei war Henriques in der Schaffung des Studiengangs Visuelle Kommunikation engagiert.
Von 1982 bis 1984 übernahm er Koordinierungsaufgaben im Instituto Português do Património Cultural (heute Teil der Denkmalschutz-Behörden), bevor er 1987 pensioniert wurde. 1985 schuf er die Grabstätte Fernando Pessoas im Lissabonner Hieronymitenkloster (seit 1983 UNESCO-Welterbe).
Er wandte er sich nun verstärkt dem Zeichnen zu. Daneben nahm er gelegentliche Gastprofessuren an, zuletzt 2008 an der Universität Lissabon.
2009 starb Lagoa Henriques in seiner Heimatstadt Lissabon nach längerer Krankheit.
Wie Henriques gelegentlich bekräftigte, wäre er gerne Schauspieler geworden. Der Wechsel zwischen unterschiedlichen Persönlichkeiten faszinierte ihn, wie er z. B. in den Gesprächen 1993 ausführte, aus denen die Videothek der Stadtverwaltung Lissabon 1994 einen Dokumentarfilm zum Leben Lagoa Henriques’ produzierte, im Rahmen der Arbeiten zur Kulturhauptstadt Europas 1994. Henriques spielte 1987 eine Nebenrolle (als Pater Frei Hilarião) in José Álvaro Morais’ Film „O Bobo“, der den Goldenen Leoparden beim Filmfestival von Locarno gewann.
Er arbeitete gelegentlich auch als Zeichner und Illustrator, etwa für die asiatischen Reiseberichte des Autors und Regisseurs Jorge Listopad.

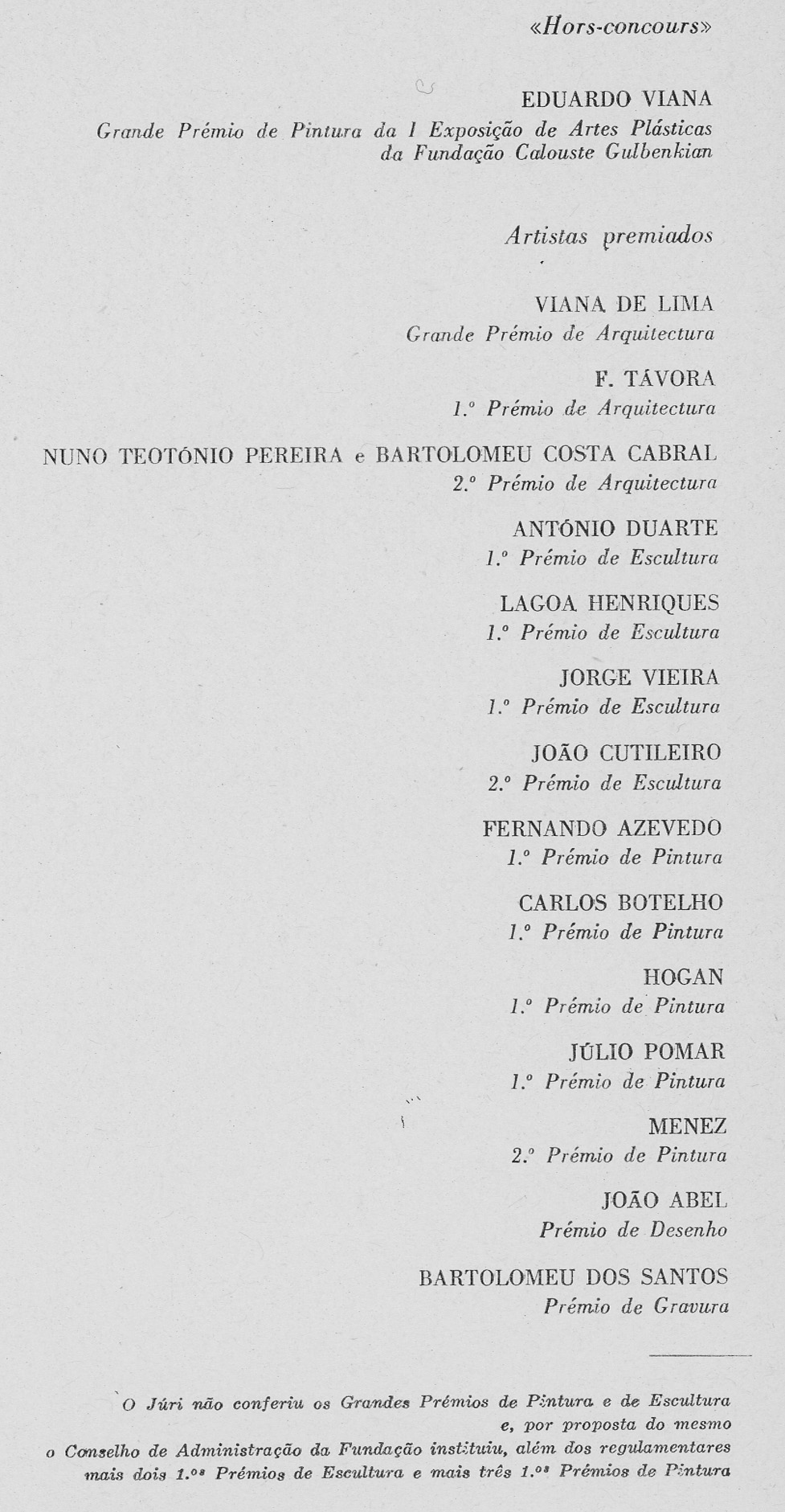
Liste der Preisträger der II. Ausstellung für Bildende Künste der Gulbenkian-Stiftung 1961

## Auszeichnungen (Auswahl)
- 1954: Prémio António Soares dos Reis
- 1954: 1. Medaille für Bildhauerei, Sociedade Nacional de Belas-Artes
- 1958: Ehrenmedaille auf der Weltausstellung 1958 in Brüssel
- 1961: 1. Preis für Bildhauerei bei der II. Ausstellung für Bildende Künste der Stiftung Calouste Gulbenkian (II Exposição de Artes Plásticas da Fundação Calouste Gulbenkian)
- 1988: Orden für Verdienst der Republik Portugal, Großkreuz verliehen am Portugal-Tag, 10. Juni 1988 durch Präsident Mário Soares

## Werke (Auswahl)

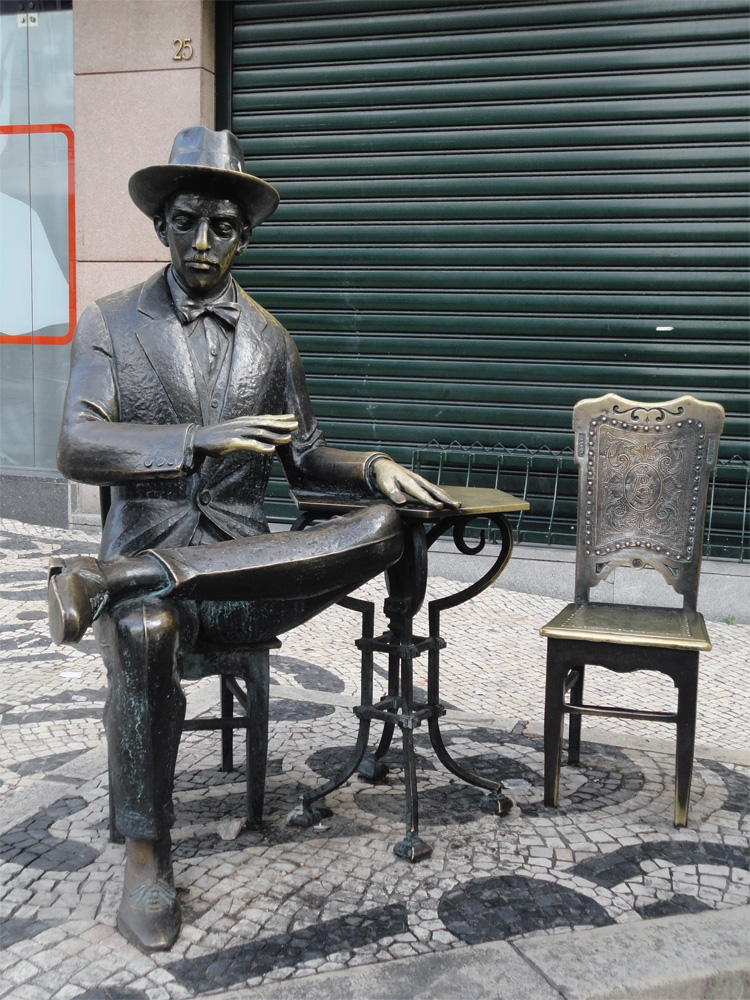
Statue Fernando Pessoas vor dem Café A Brasileira (Lissabon, 1988)
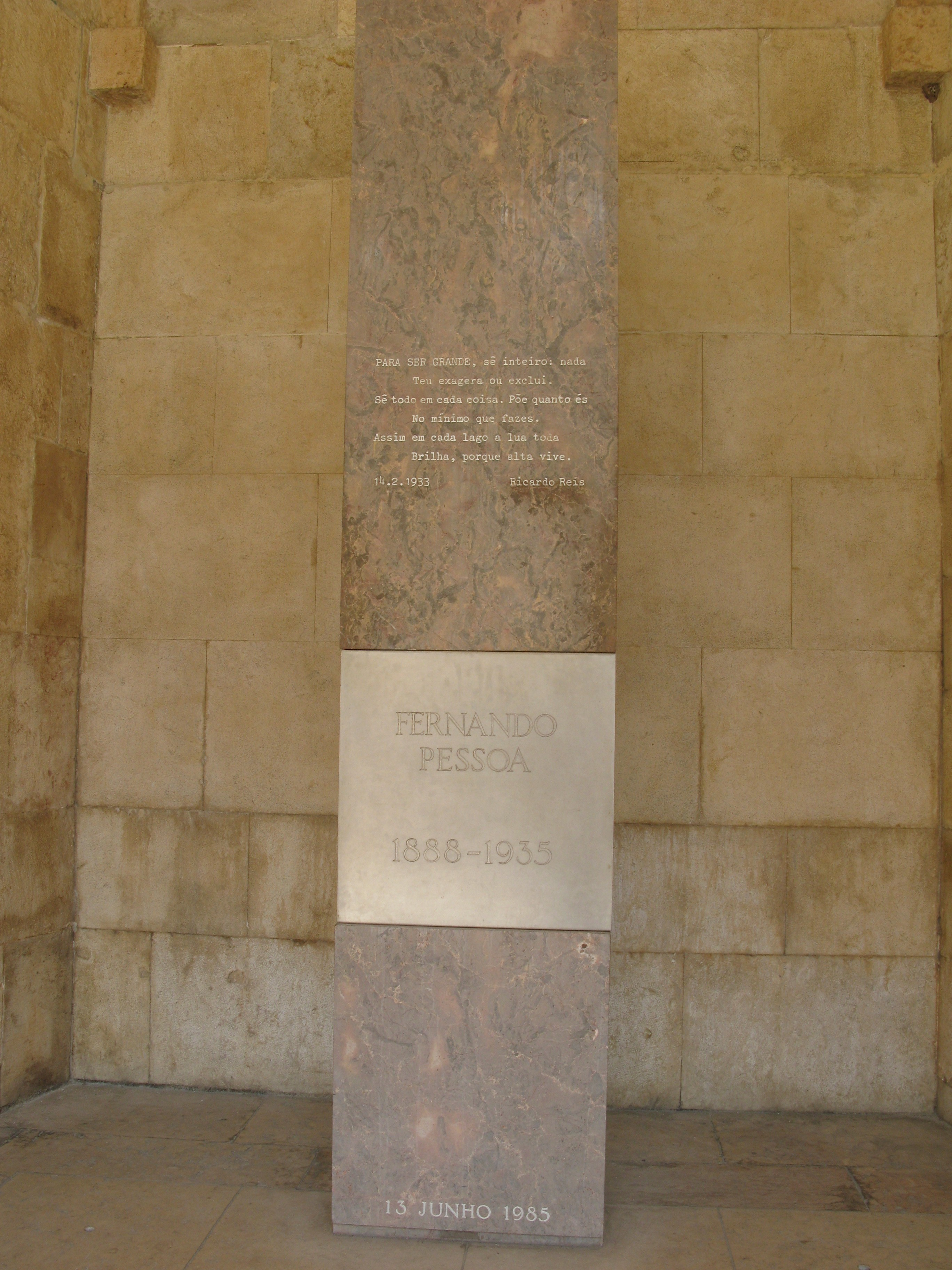
Grabstein Fernando Pessoas im Mosteiro dos Jerónimos (Lissabon, 1985)
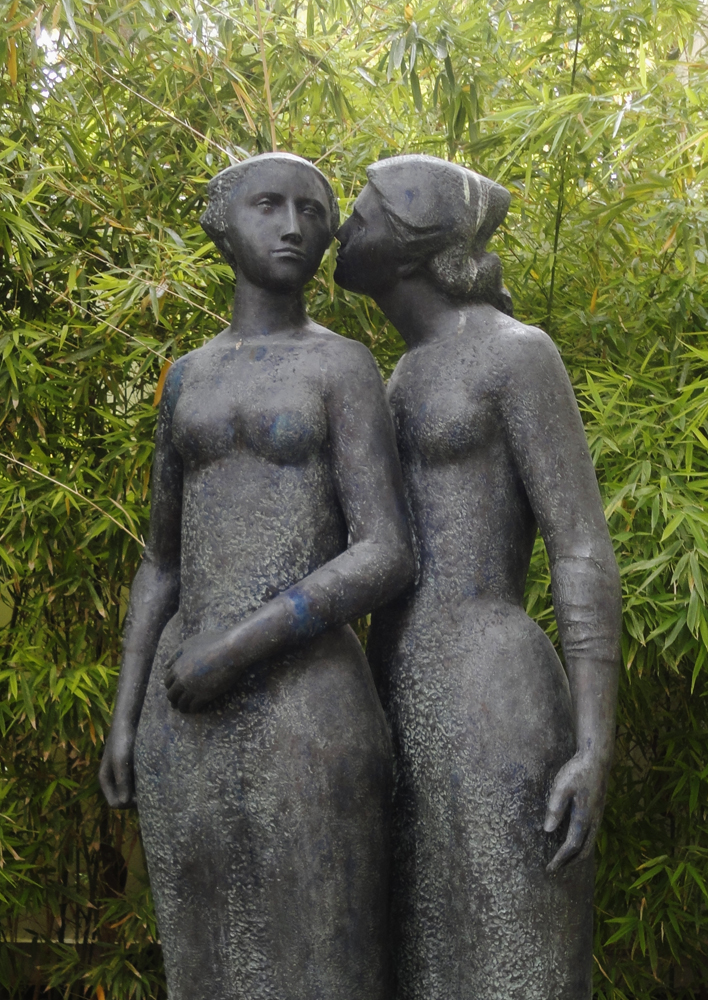
O Segredo („Das Geheimnis“; Porto, 1961)
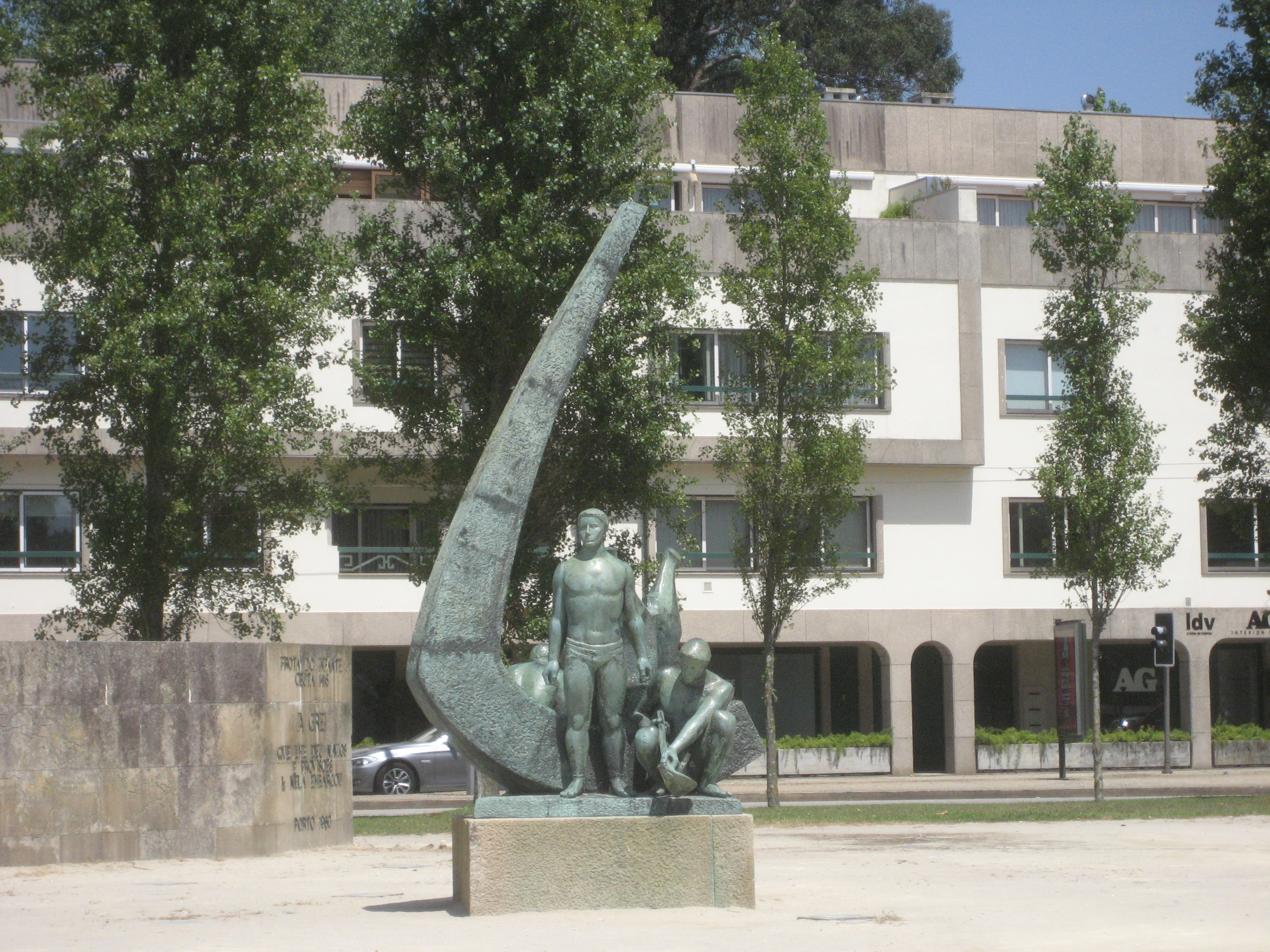
A Grei („Die Nation“; Porto, 1960)
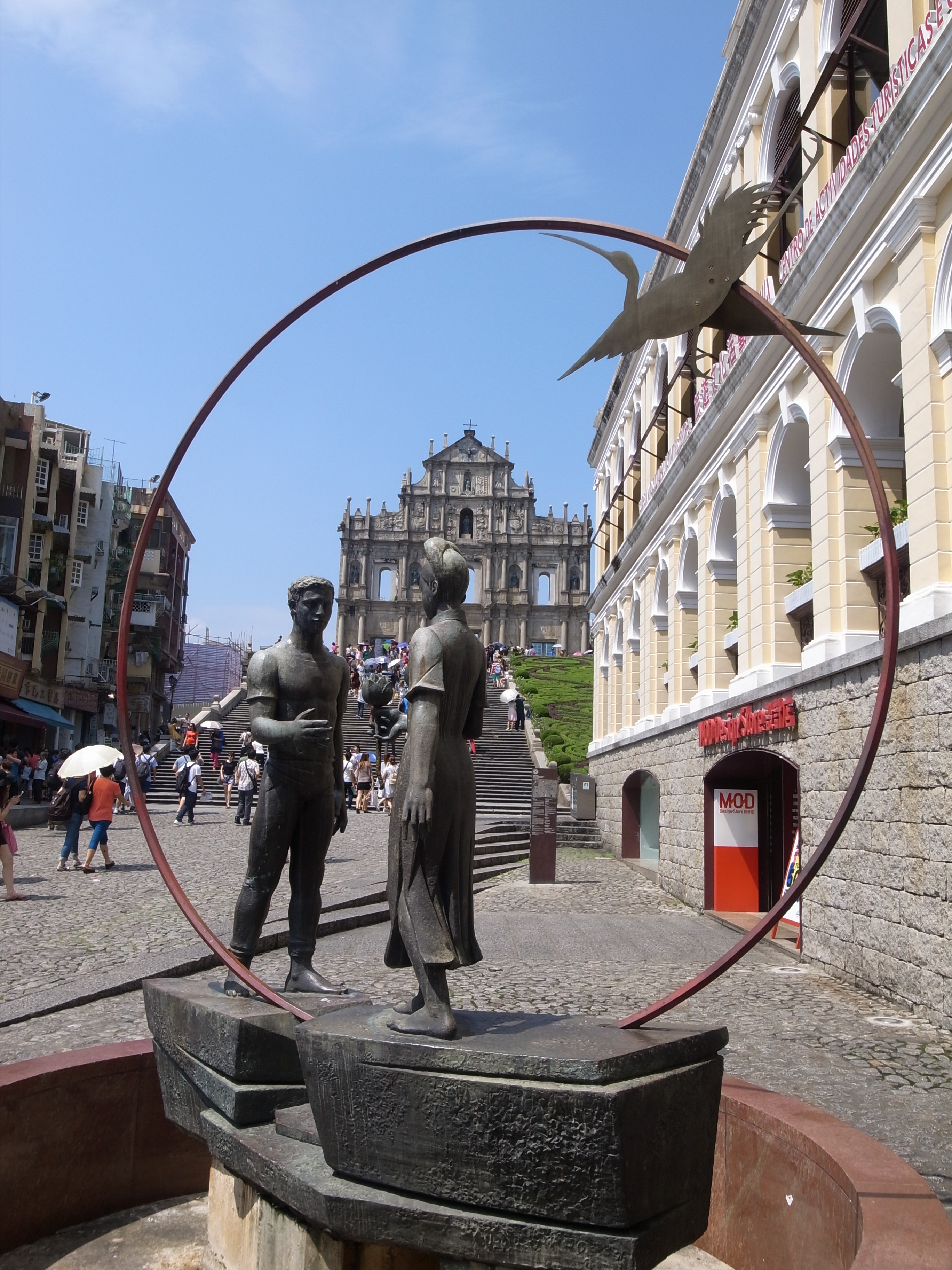
Encontro entre o Ocidente e o Oriente („Begegnung zwischen West und Ost“) vor der Pauluskirche in Macau

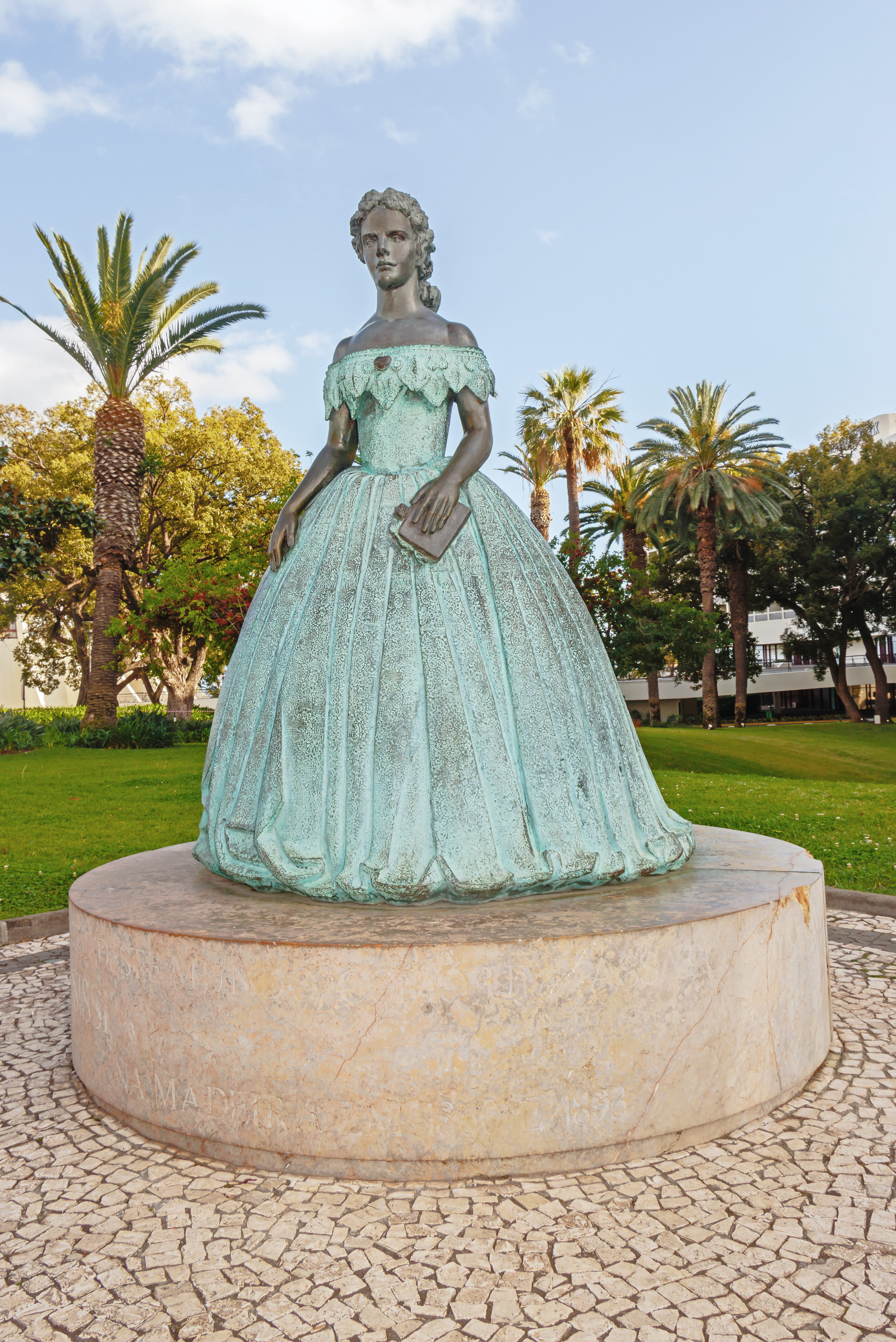
Statue „Sissis“ in Funchal (2000)
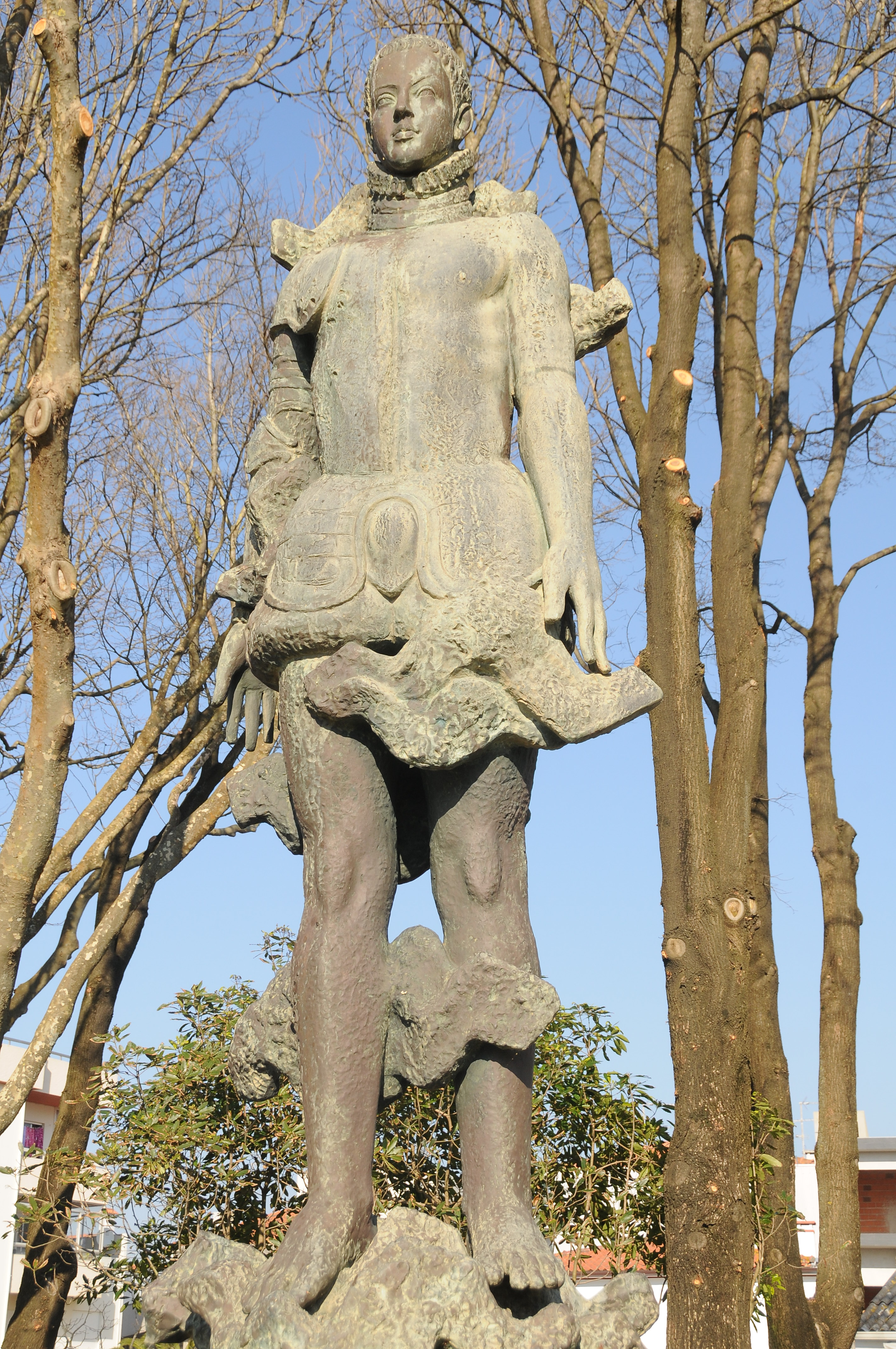
Statue König Sebastians in Esposende (1972)
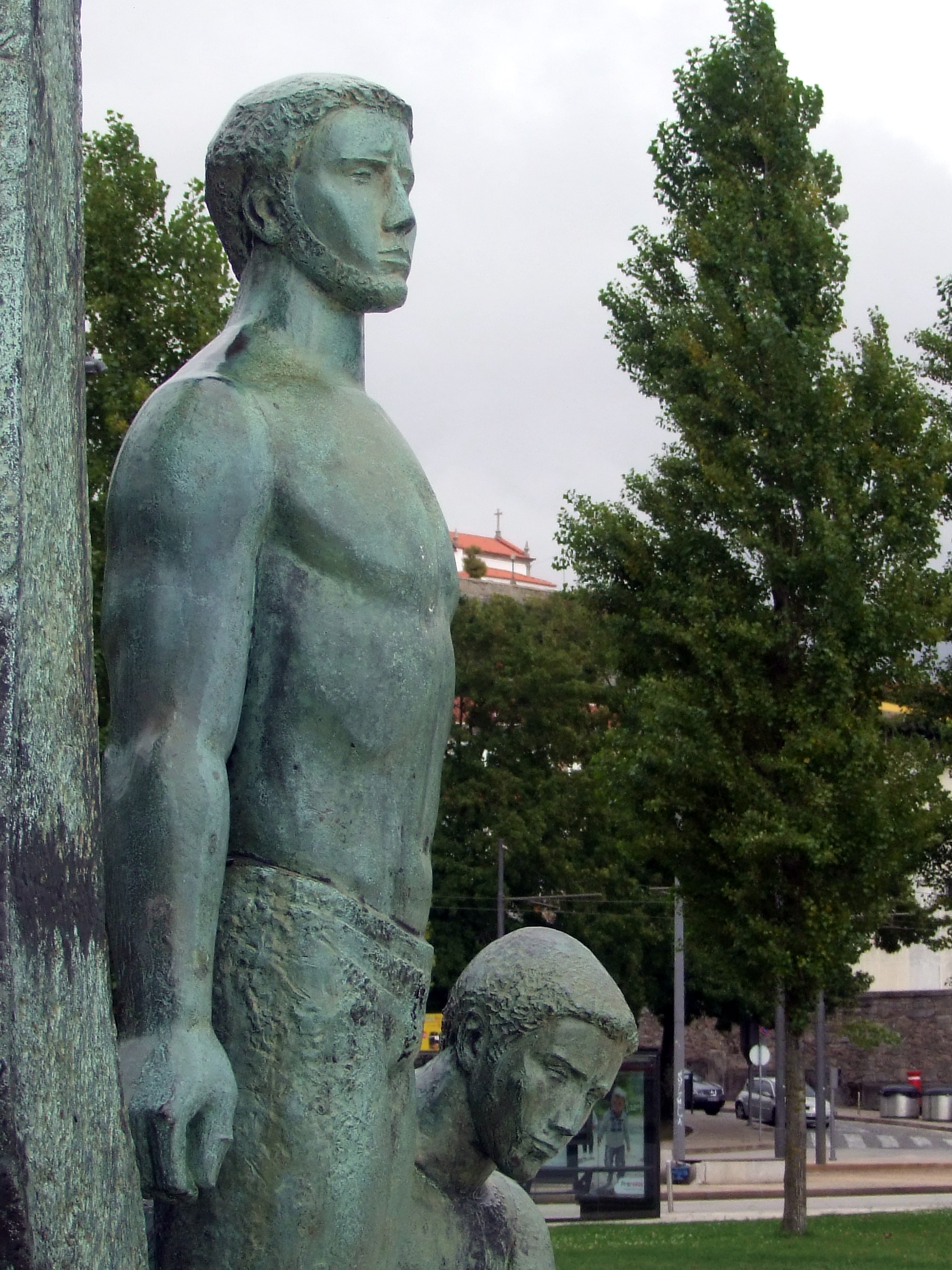
A Conquista de Ceuta  („Die Eroberung Ceutas“; Porto, 1960)
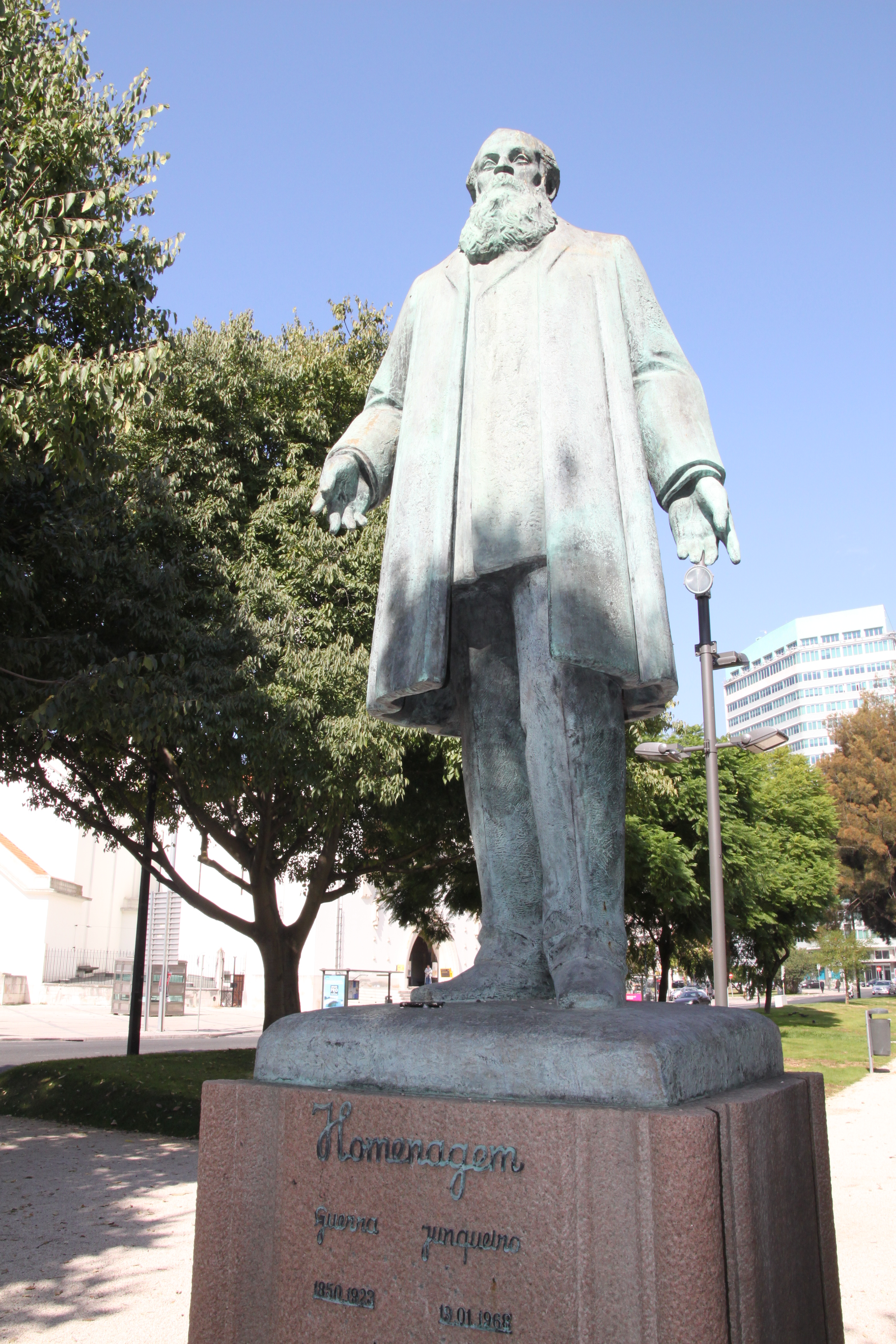
Statue Guerra Junqueiros (Lissabon, 1968)
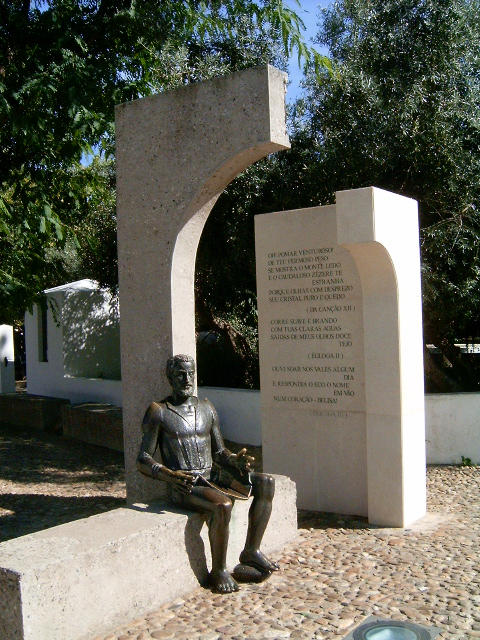
Denkmal des Nationaldichters Luís de Camões in Constância

- Gestaltung des U-Bahnhofs Restauradores und dessen südlicher Vorhalle
- Figur des hl. Antonius in der Kirche Igreja de Santo António (Moscavide)
- Statue des Alves Redol in Vila Franca de Xira
- Statue des José Ferreira Borges im Palácio da Justiça (Porto)